# Kościół Narodzenia Najświętszej Maryi Panny w Mellieħa
Kościół Narodzenia Najświętszej Maryi Panny (malt. Knisja Parrokjali tat-Twelid tal-Vergni Marija, ang. Church of the Nativity of the Virgin Mary) – rzymskokatolicki kościół parafialny w Mellieħa na Malcie. Został zbudowany w latach 1881–1898, a kopułę i dzwonnice ukończono w latach 1920–1940.

## Historia

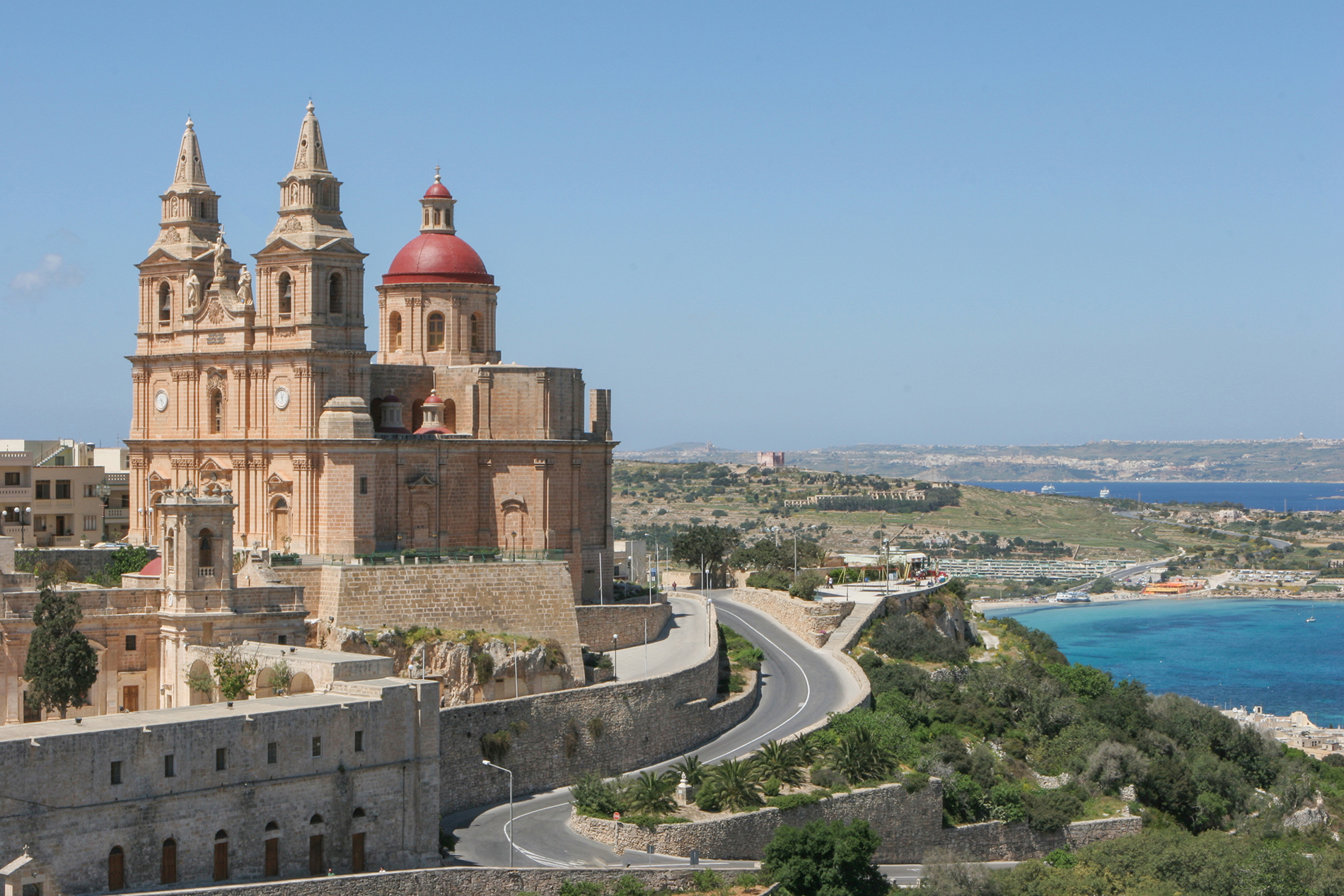
Widok kościoła oraz zatokę Mellieħa, 2006

Parafia Mellieħa została założona w XV wieku lub wcześniej, ale w późniejszych wiekach wieś przestała być parafią, ponieważ osada była narażona na ataki piratów berberyjskich i została opuszczona. Sanktuarium Matki Bożej z Mellieħy pozostało ważnym miejscem pielgrzymkowym, a gdy zagrożenie ze strony korsarzy osłabło, wioska zaczęła się ponownie rozwijać. Parafię reaktywowano w 1844.
Budowę kościoła parafialnego rozpoczęto w 1881, a pierwszy kamień poświęcił proboszcz parafii Franġisk Maria Magri 5 września 1883. Wapień użyty do budowy kościoła pozyskano z pobliskiego kamieniołomu w l-Aħrax tal-Mellieħa, a miejscowa ludność pomagała w transporcie materiałów budowlanych na plac budowy. Kościół został poświęcony przez biskupa Pietro Pace 5 września 1897, a budowa trwała do 1898.
W latach 1920–1940 ukończono budowę dzwonnic i kopuły kościoła, a pięć dzwonów zakupiono w Mediolanie. Budynek został konsekrowany przez biskupa Mauro Caruanę 18 lutego 1930. Wnętrze ozdobiono wieloma obrazami, w tym dziełami malarzy maltańskich Giuseppe Calì i Lazzaro Pisaniego.

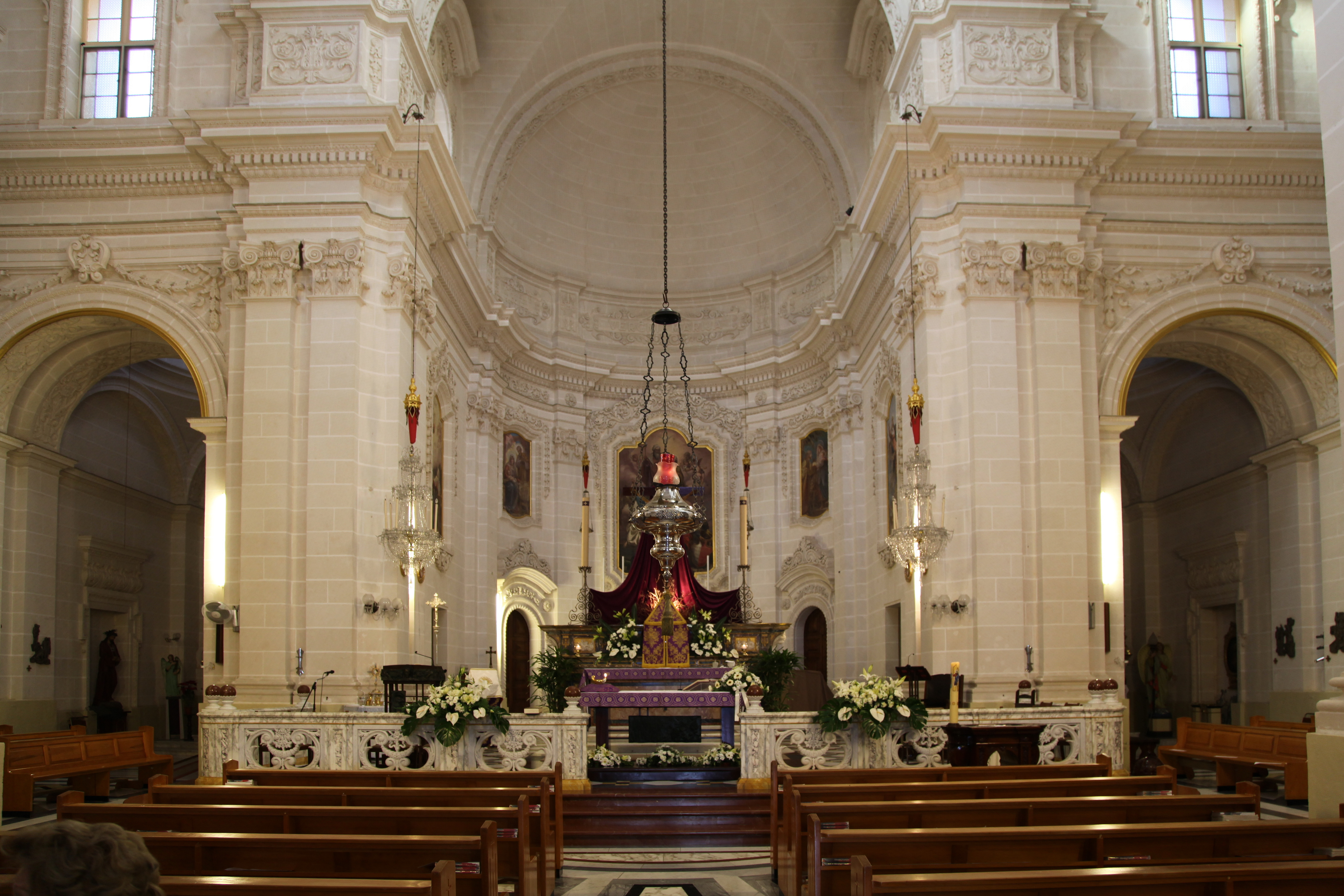
Wnętrze kościoła w 2013

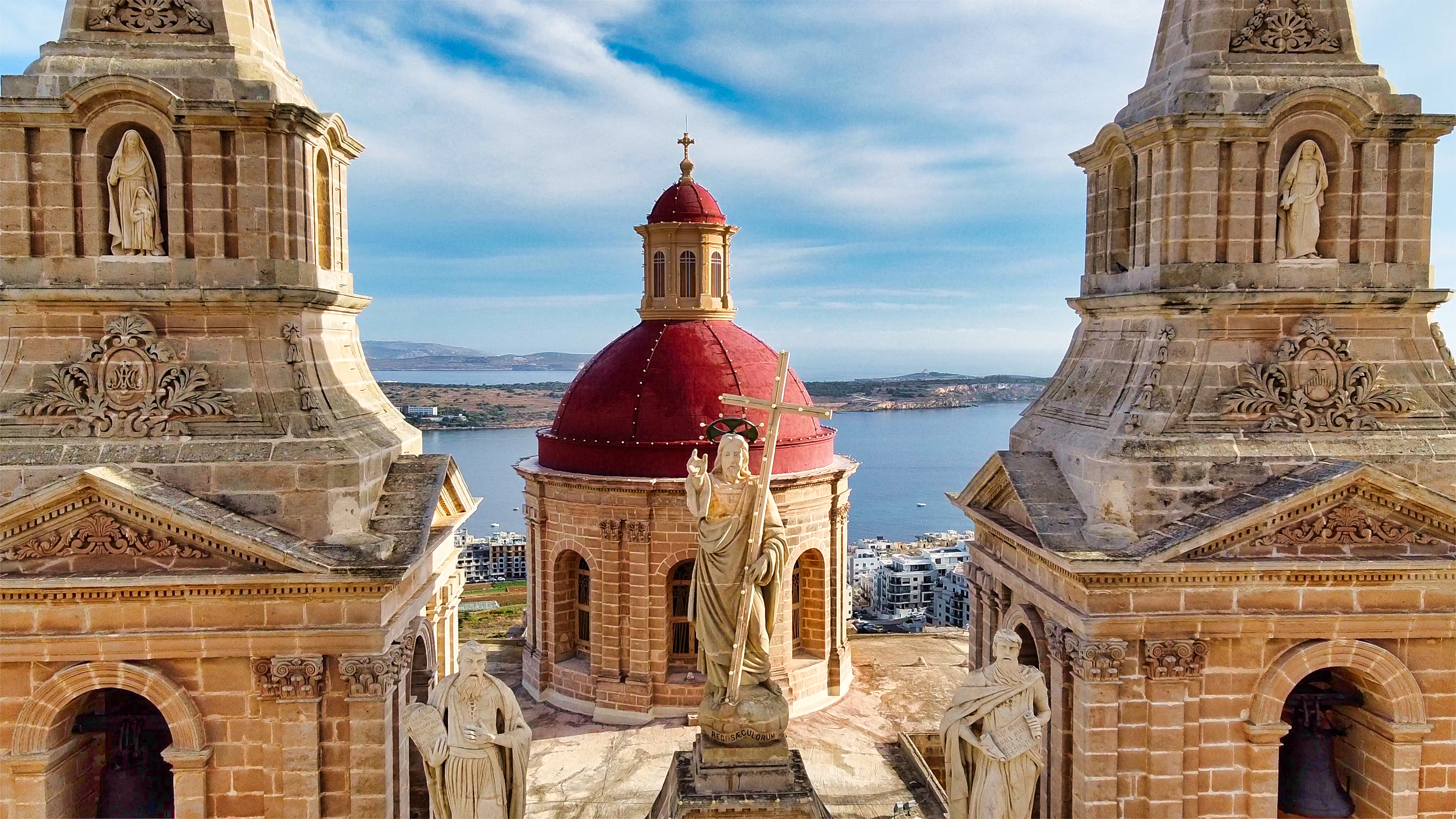
Widok z drona na dzwonnice i kopułę kościoła

## Architektura
Kościół ma dwie dzwonnice i kopułę, co czyni go ważnym punktem orientacyjnym w panoramie Mellieħy. Posiada cechy barokowe, a jego architekturę opisano jako „dość nudną”.